# Ritterella cornuta
Ritterella cornuta är en sjöpungsart som beskrevs av Kott 1992. Ritterella cornuta ingår i släktet Ritterella och familjen Ritterellidae. Inga underarter finns listade i Catalogue of Life.